# Abadia de Barking
L'Abadia de Barking fou un antic monestir reial situat a Barking, al districte londinenc de Barking i Dagenham. S'ha descrit com «un dels convents més importants del país».
Originàriament va ser establerta en el segle VII i a partir de finals del segle x l'abadia va seguir la Regla de sant Benet. Tenia una gran dotació i un ingrés considerable, però va patir] molt després de 1377, quan el riu Tàmesi va inundar al voltant de 720 acres (290 hectàrees) de terreny de l'abadia, que no va poder ser recuperat. Malgrat això, en el moment de la dissolució continuava sent el tercer convent més ric d'Anglaterra.
L'abadia va continuar funcionant durant quasi 900 anys, fins al seu tancament el 1539, com a part de la Dissolució dels monestirs del rei Enric VIII d'Anglaterra. Durant la seva existència, l'abadia va tenir moltes notables abadesses incloent diverses santes, ex reines i les filles de reis. L'abadessa de Barking va tindre prioritat sobre les altres abadesses a Anglaterra.
Les restes en ruïnes de l'abadia de Barking ara formen part d'un espai obert al públic conegut com a Abbey Green («Abadía Verd»).

## Galeria

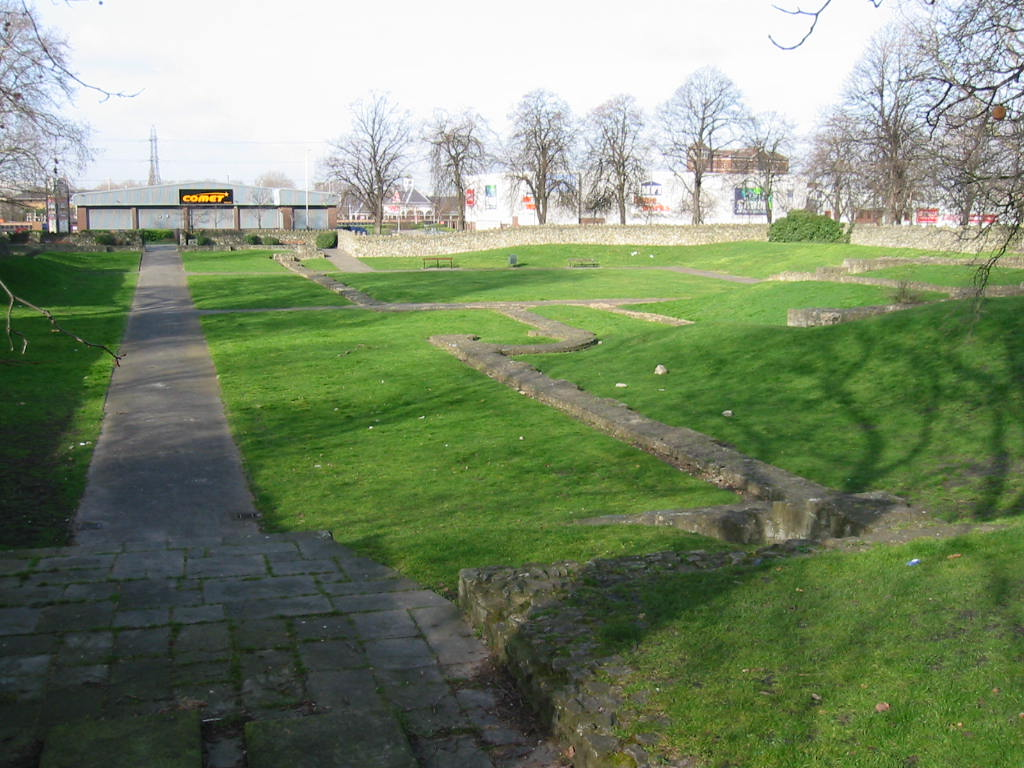
Les ruïnes
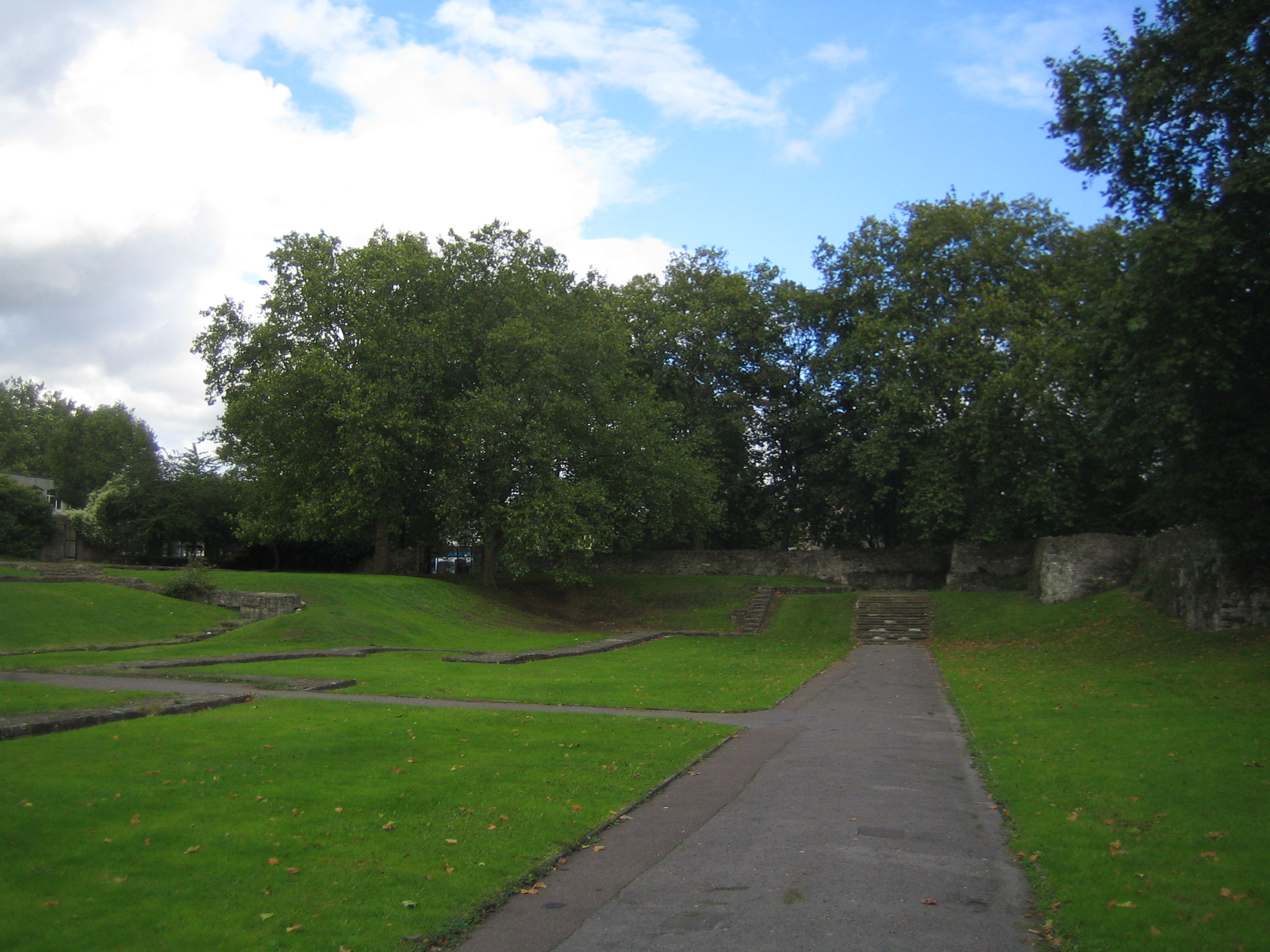
Altre punt de vista de les ruïnes
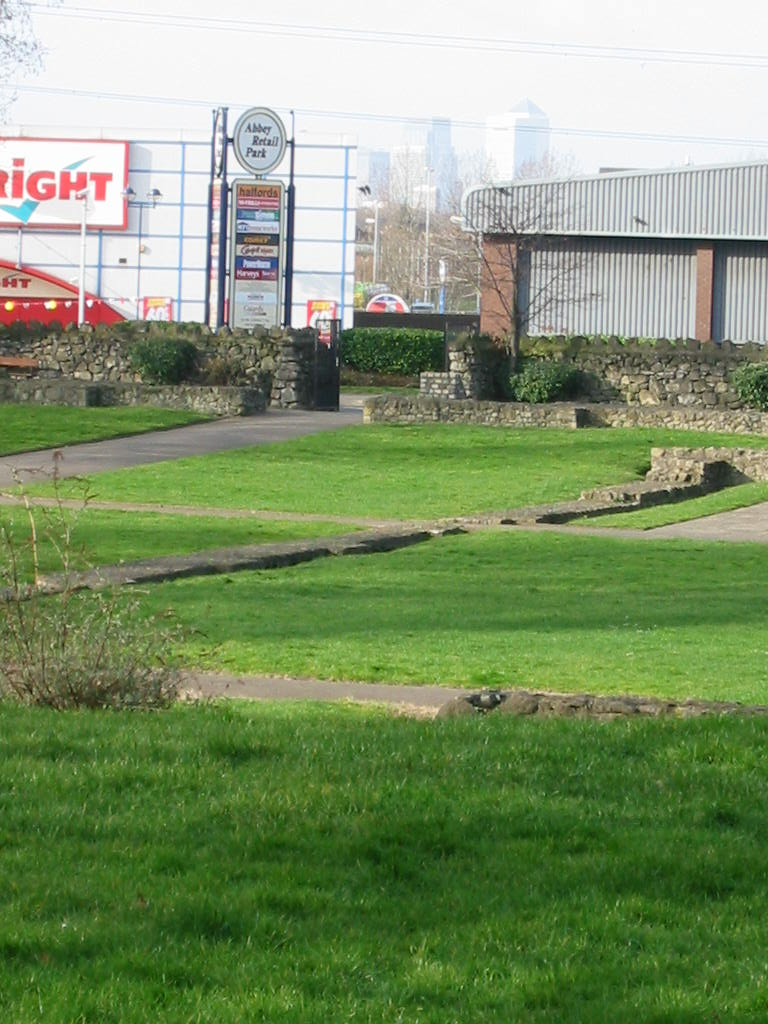
Les ruïnes amb l'est de Londres al fons